# Deivydas Matulevičius
Deivydas Matulevičius, né le 8 avril 1989 à Alytus, est un footballeur lituanien. Il évolue au ... au poste d'attaquant.

## Biographie

### En club
Lors de l'année 2011, il inscrit 19 buts au sein du championnat de Lituanie avec le club de Žalgiris, ce qui fait de lui le meilleur buteur du championnat.
Lors de la saison 2012-2013, il marque 10 buts en première division roumaine avec l'équipe du Pandurii Târgu Jiu. La saison suivante, il participe pour la première fois à une Coupe d'Europe, disputant 8 matchs en Ligue Europa. Il marque son unique but en Coupe d'Europe le 25 juillet 2013, lors du deuxième tour contre le Levadia Tallin.

### En équipe nationale
Il joue son premier match en équipe de Lituanie le 29 mai 2012, en amical contre la Russie (score : 0-0 à Nyon).
Il inscrit son premier but en équipe nationale le 14 août 2013, en amical contre le Luxembourg. Il inscrit deux autres buts la même année, lors des éliminatoires du mondial 2014, contre la Lettonie et le Liechtenstein.
L'année suivante, il inscrit un but lors d'un match amical contre les Émirats arabes unis. Il marque ensuite un but contre Saint-Marin, lors des éliminatoires de l'Euro 2016.
Le 14 juin 2015, il porte le brassard de capitaine, lors d'un match contre la Suisse rentrant dans le cadre des éliminatoires de l'Euro 2016.

## Palmarès
- Finaliste de la Coupe de la Ligue roumaine en 2015 avec le Pandurii Târgu Jiu

## Distinctions personnelles
- Meilleur buteur du championnat de Lituanie en 2011 avec 19 buts